# Déménageur
 (janvier 2017).
Le déménageur est la personne qui effectue un déménagement. Il est chargé d'emballer, de déballer et de transporter des meubles et des objets, plus ou moins fragiles et plus ou moins volumineux. À ce titre, il est un professionnel de la protection et de la manutention de mobilier. Le déménageur peut effectuer un déménagement pour une entreprise ou un particulier. Cette profession est réglementée par le ministère des Transports.

## Réglementation du métier
Le métier de déménageur est régi par le code des Transports qui impose de posséder une licence de transport intérieur — pour les déménagements réalisés en France — ou communautaire pour les déménagements réalisés en Europe ou à l'international. Afin de pouvoir exercer le métier de déménageur, la société de déménagement doit être inscrite au registre marchandise ou commissionnaire. Le déménageur peut également être habilité pour conduire les véhicules.

## Formation et carrière
Pour devenir déménageur, il est recommandé de suivre une formation, même s'il est possible de passer par l'auto-formation. La branche professionnelle des transporteurs propose ainsi plusieurs formations, du BAC au BAC+5 :
- CAP Déménageur sur Véhicule Utilitaire Léger ;
- BTS Transports ;
- BAC +4 Manager Transport Logistique ;
- BAC +5 Directeur Transport Logistique.

### CAP Déménageur
Le Certificat d'Aptitude Professionnelle de Déménageur sur Véhicule Utilitaire Léger valide les capacités à réaliser des déménagements, conduire un Véhicule Léger (VL) — passage du Permis B lors de la formation — et se servir d'un monte-meuble. En outre, une formation aux premiers secours est incluse et délivre un certificat de Sauveteur Secouriste du Travail. Le programme est réparti entre enseignement général et enseignement professionnel.

### BTS Transport
Le Brevet de Technicien Supérieur Transport délivre un diplôme BAC+2 qui certifie de la capacité à :
- organiser une opération nationale ou internationale de transport et de logistique ;
- participer à la gestion d'une équipe, coordonner les opérations entre différents services d'une entreprise de transport ;
- maîtriser les compétences commerciales et managériales du métier.

Au-delà de ces compétences, le titulaire du BTS Transport bénéficie d'une connaissance de la réglementation de sa branche. Tout comme le CAP Déménageur, le BTS Transport s'articule autour de formation théorique (culture générale, économie, droit des entreprises…) et pratique (faisabilité, organisation et mise en œuvre de prestations logistiques, management, gestion de la relation client…).
Le titulaire du BTS en Transport peut obtenir l’attestation de capacité professionnelle au transport de marchandises par route et l’attestation de capacité professionnelle de commissionnaire de transport.

### BAC +4 Manager Transport Logistique
Le Master Manager Transports et Logistique permet à son titulaire d'exercer les fonctions de Management d'activités de Transport. Enregistré auprès du Répertoire National des Certifications Professionnelles, il donne accès aux attestations de capacités professionnelles :
- attestation de capacité professionnelle de commissionnaire de transport ;
- certificat de capacité professionnelle au transport national et international de marchandises par route ;
- justificatif de capacité professionnelle au transport de marchandises avec des véhicules légers ;
- certificat de capacité professionnelle de transport de personnes par route ;
- attestation de capacité de l'exercice de la profession de courtier du fret fluvial.

### BAC +5 Directeur Transport Logistique
Le Master Directeur Transport Logistique également appelé Manager Transport, Logistique et Commerce International délivre un diplôme de Niveau I permettant d'exercer les fonctions de :
- développement commercial de l'entreprise en France et à l'étranger ;
- coordination et organisation des opérations de transport, stockage et distribution de marchandises ;
- organisation et coordination des opérations de transport, stockage et distribution de marchandises ;
- conception et mise en œuvre des solutions logistiques internationales.

Ce diplôme permet également d'accéder aux attestations de capacités professionnelles de l'Univers du Transport tout comme le Diplôme de Niveau II.

## Salaires du secteur
Selon une étude JDN FGCA de 2009, un déménageur gagne, en moyenne, 2 150 € nets par mois. Soit une fourchette entre 1 950 € et 2 300 € nets. Cependant, la convention collective du secteur — Source juristique.org — présente le barème suivant (barème 2013) :
| Rémunérations annuelles minimales des Ingénieurs et cadres professionnelles garanties à compter du 1 er mai 2013 en euros |             |                               |                                |                          |
| Groupe | Coefficient | Ancienneté dans le groupe (1) | Rémunération annuelle garantie | Paiement mensuel minimum |
| 1 | 100         | Jusqu’à 5 ans                 | 30 843 €                       | 2 313 €                  |
| 2 | 106,50      | Jusqu’à 5 ans                 | 32 848 €                       | 2 463 €                  |
| 3 | 113         | Jusqu’à 5 ans                 | 34 854 €                       | 2 614 €                  |
| 4 | 119         | Jusqu’à 5 ans                 | 36 703 €                       | 2 752 €                  |
| 5 | 132         | Jusqu’à 5 ans                 | 40 713 €                       | 3 053 €                  |
| 6 | 145         | Jusqu’à 5 ans                 | 44 723 €                       | 3 354 €                  |

## Marché du déménagement en France

### Les artisans déménageurs indépendants ou regroupés
Le marché des déménageurs est constitué d'environ deux mille sociétés (principalement des artisans et TPE) réparties partout en France. Un tiers d'entre elles sont affiliées à des GIE ou sont franchisées et 70 % sont indépendantes. D'autres acteurs comme les Commissionnaires en Transport complètent l'offre des artisans déménageurs, notamment via Internet ou en créant des agences de transport de marchandises. Plusieurs guides existent sur internet pour accompagner le public dans son choix d'un déménageur fiable.

### Les syndicats et la défense de la profession
Deux principaux syndicats régissent les professionnels du secteur : la Chambre syndicale du déménagement et la Fédération française des déménageurs. Elles ont notamment pour objectif de défendre les acteurs de la filière, d'informer les particuliers sur la réglementation en vigueur ou encore de lutter contre le travail dissimulé, très fréquent dans ce secteur d'activité.

### Chiffres clés
Il n'existe à ce jour que très peu de statistiques sur le marché du déménagement. Cependant, on estime que, chaque année, 10 % des foyers Français déménagent soit près de 3 millions de foyers. Quelques chiffres clés du marché :
- 80% des déménagements en France se font pour raison familiale : naissance, décès, mariage, divorce… Et 30 % pour raison professionnelle : embauche, mutation, retraite ;
- 80 % des déménagements se réalisent sur une courte distance, inférieure à 200 km et s'effectuent au sein d'une même région ; et 1,2% dans un autre département[9] de la même région[10]
- Seuls 30 % des ménages font appel à des déménageurs pour leur projet[11] ;
- 50 % des déménagements se réalisent entre les mois de juin et septembre.

L'une des plus anciennes sociétés françaises est André Chenue fondée en 1760.